# 與媒體見面
《與媒體見面》（英語：Meet the Press，另譯：會見媒體、會見新聞界）是由美國國家廣播公司（NBC）製作的新聞訪談節目。該節目是全世界最長壽的電視節目，從1947年11月6日首映持續播出至今。《與媒體見面》也是美國收視率最高的晨間訪談節目。
《與媒體見面》和其他的美國晨間訪談節目類似，都專注於專訪國家元首，或是談論與政治、經濟、外交和其他公共政策。這類型的節目幫助電視台完成公眾服務的義務。

## 播出
《與媒體見面》由美國國家廣播公司（NBC）製作及播出，節目直播安排在美國東岸時間星期日上午9時，NBC各地區的聯播分台在星期日上午自行安排播映時間。節目有時會因應突發新聞或體育比賽直播而暫停播映。
NBC環球集團旗下的其他頻道也會播出本節目。在美國和加拿大，MSNBC於美國東岸時間下午2時重播本節目。CNBC歐洲台及CNBC亞洲台則提供歐洲和亞洲地區的播出。另外在日本的日經CNBC頻道也會播出。在澳洲則由七号电视网主頻播出。
《與媒體見面》也以音訊或視訊播客形式推出，以及在Westwood One廣播電台同步播出聲音版本。

## 每日版
2015年9月28日，《與媒體見面》推出名爲《MTP Daily》的每日版，安排在美國東岸時間星期一至五下午5:00至6:00在MSNBC播映，同樣由查克·托德擔任節目主持。

## 主持人
以下是《與媒體見面》的主持人列表：
| 中文譯名                             | 英文姓名                 | 主持期間   |
| ------------------------------------ | ------------------------ | ---------- |
| 瑪莎·榮恩翠                          | Martha Rountree          | 1947－1953 |
| 內德·布魯克                          | Ned Brooks               | 1953－1965 |
| 勞倫斯·史匹瓦克                      | Lawrence E. Spivak       | 1966－1975 |
| 比爾·門羅                            | Bill Monroe              | 1975－1984 |
| 羅傑·穆德 / 馬文·卡爾布 （雙主持人） | Roger Mudd / Marvin Kalb | 1984－1985 |
| 馬文·卡爾布                          | Marvin Kalb              | 1985－1987 |
| 克里斯·華萊士                        | Chris Wallace            | 1987－1988 |
| 蓋瑞克·奧特立                        | Garrick Utley            | 1989－1991 |
| 提姆·拉瑟特                          | Tim Russert              | 1991－2008 |
| 湯姆·布洛考                          | Tom Brokaw               | 2008       |
| 大卫·格利高里                        | David Gregory            | 2008－2014 |
| 查克·托德                            | Chuck Todd               | 2014－至今 |

## 資料來源與注釋
1. 1 2 3  六十週年背景資料 （页面存档备份，存于）來自 msnbc.com
2. ↑  Martha Rountree: Radio/Television Producer, Writer, Host 的存檔，存档日期2016-03-04.（shemadeit.org）
3. ↑  The Sounds of War （页面存档备份，存于），Slate》雜誌於2003年4月刊載的文章
4. ↑  Meet the Press:  U.S. Public Affairs/Interview 的存檔，存档日期2012-09-25.（Museum of Broadcast Communications）
5. ↑  Free audio and video downloaded to your PC or portable player （页面存档备份，存于）（msnbc.com）
6. ↑  David Bauder. . KSL.com. 2008-06-22  [2008-06-22]. （原始内容存档于2016-03-04）.

## 外部連結
- MSNBC 官方網站 （页面存档备份，存于）
- 六十週年背景資料網站 （页面存档备份，存于）
- 《與媒體見面》訪問馬丁·路德·金恩，來自 vintageradioplace.com